# Mehlige Apfelblattlaus
Die Mehlige Apfelblattlaus (Dysaphis plantaginea) aus der Familie der Röhrenblattläuse besiedelt Apfelbäume und gilt als Schädling im Apfelanbau.

## Merkmale
Die Laus hat eine Körperlänge von 2–3 Millimetern, dunkelgrün bis grau und erscheint mit einer namensgebenden mehlig-grauen Wachsschicht gepudert. Die langen Hinterleibsröhren (Siphonen) sind am Ende schwarz. Ihre Eier sind ca. 0,5 mm lang und schwarz-glänzend.
Jungläuse wechseln die Farbe von beige nach rosa. In der geflügelten Form ist die Laus nahezu schwarz.

## Lebensweise
Die Laus besiedelt sowohl Apfelbäume als auch andere krautige Pflanzen, z. B. Wegeriche.

## Entwicklung
Die Laus generiert, ohne befruchtet zu sein (Jungfernzeugung), mehrere Generationen im Jahr und überwintert im Eistadium. Spätere Generationen sind geflügelt, so dass sie zu ihrem Zwischenwirt abwandern können. Im Herbst kehrt sie zu ihrem Hauptwirt zurück, wo nach einer geschlechtlichen Vermehrung durch geflügelte Weibchen und Männchen die Eiablage in Rindenrissen und Fruchtstielnarben erfolgt.
Ameisen begleiten Lauskolonien gern und konsumieren den ausgeschiedenen Honigtau.

## Schadwirkung
Die Laus verursacht massive Fruchtschäden durch ihre Saugtätigkeit an den Unterseiten der Blätter der Apfelbäume. Sind 1–2 % der Triebe befallen, entsteht ein wirtschaftlicher Schaden im Obstanbau. Die Blattränder der Wirtspflanze krümmen sich seitlich zur Unterseite und bilden relativ feste Rollen, in denen den die Läuse Schutz vor der Witterung bieten. Stark befallene Blätter färben sich gelb und braun und werden abgestoßen. Früchte entwickeln sich deformiert und klein.
Die Bekämpfung erfolgt im konventionellen Obstanbau durch Insektizide. Im Ökologischen Landbau setzt man auf verschiedene Nützlinge (Raubmilben, Marienkäfer, Schwebfliegen, Florfliegen, Schlupfwespen u. a.) sowie hier zugelassene Pflanzenschutzmittel auf der Basis von Azadirachtin (Neemöl) und das Entfernen befallener Triebe.

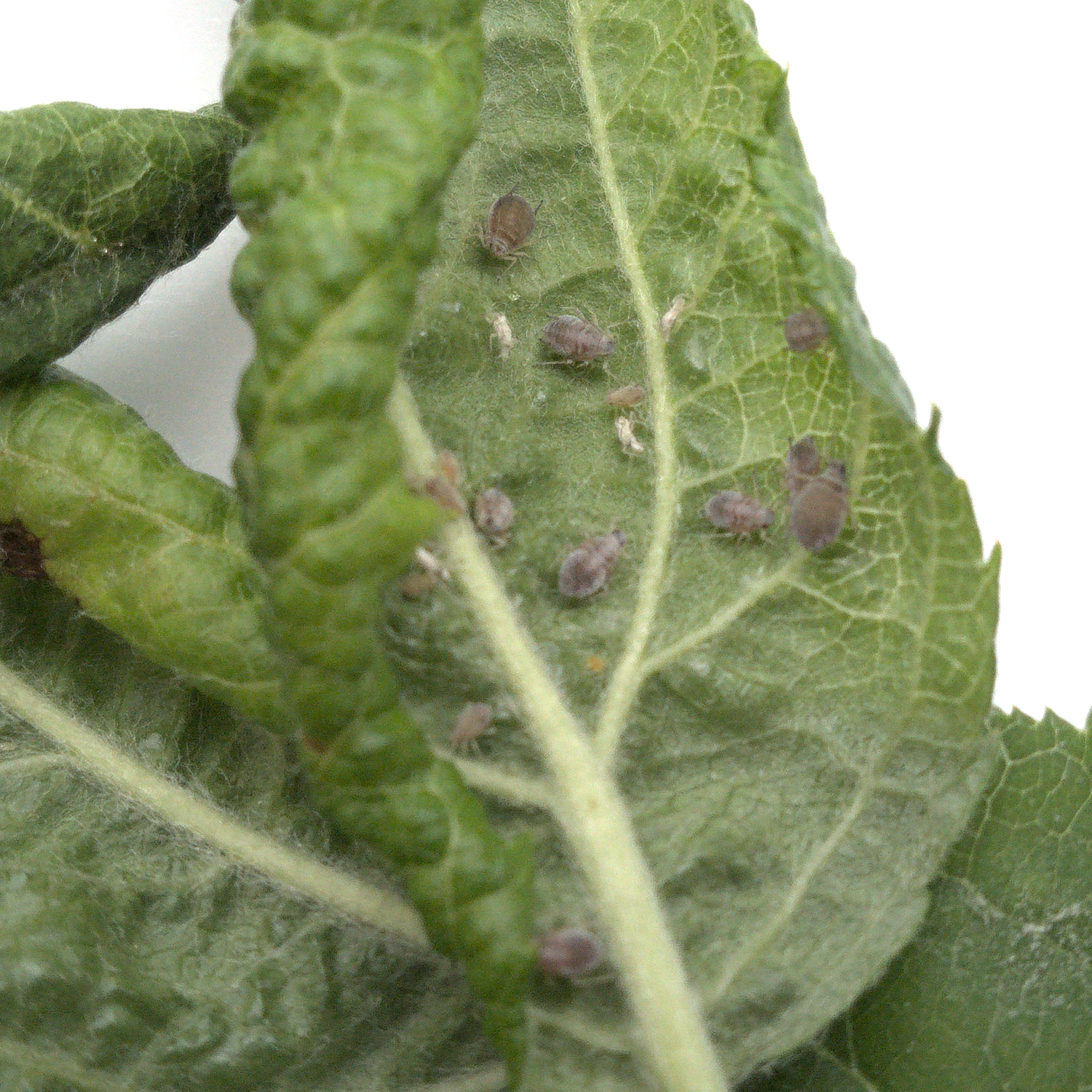
Unterseite eines Apfelblatts mit verschiedenen Stadien der Blattlaus
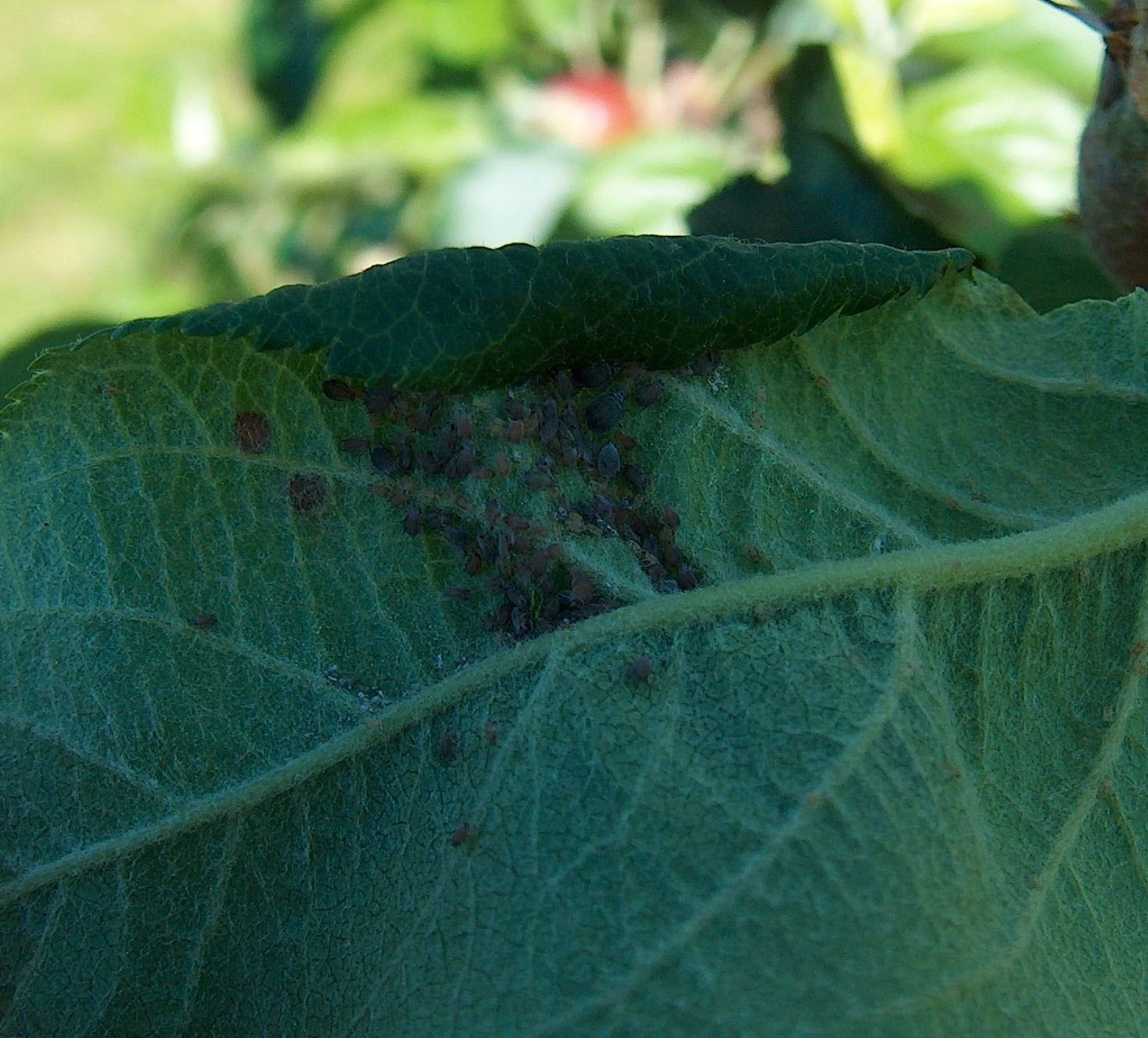
Blattläuse an den Blattnerven des Apfelbaums
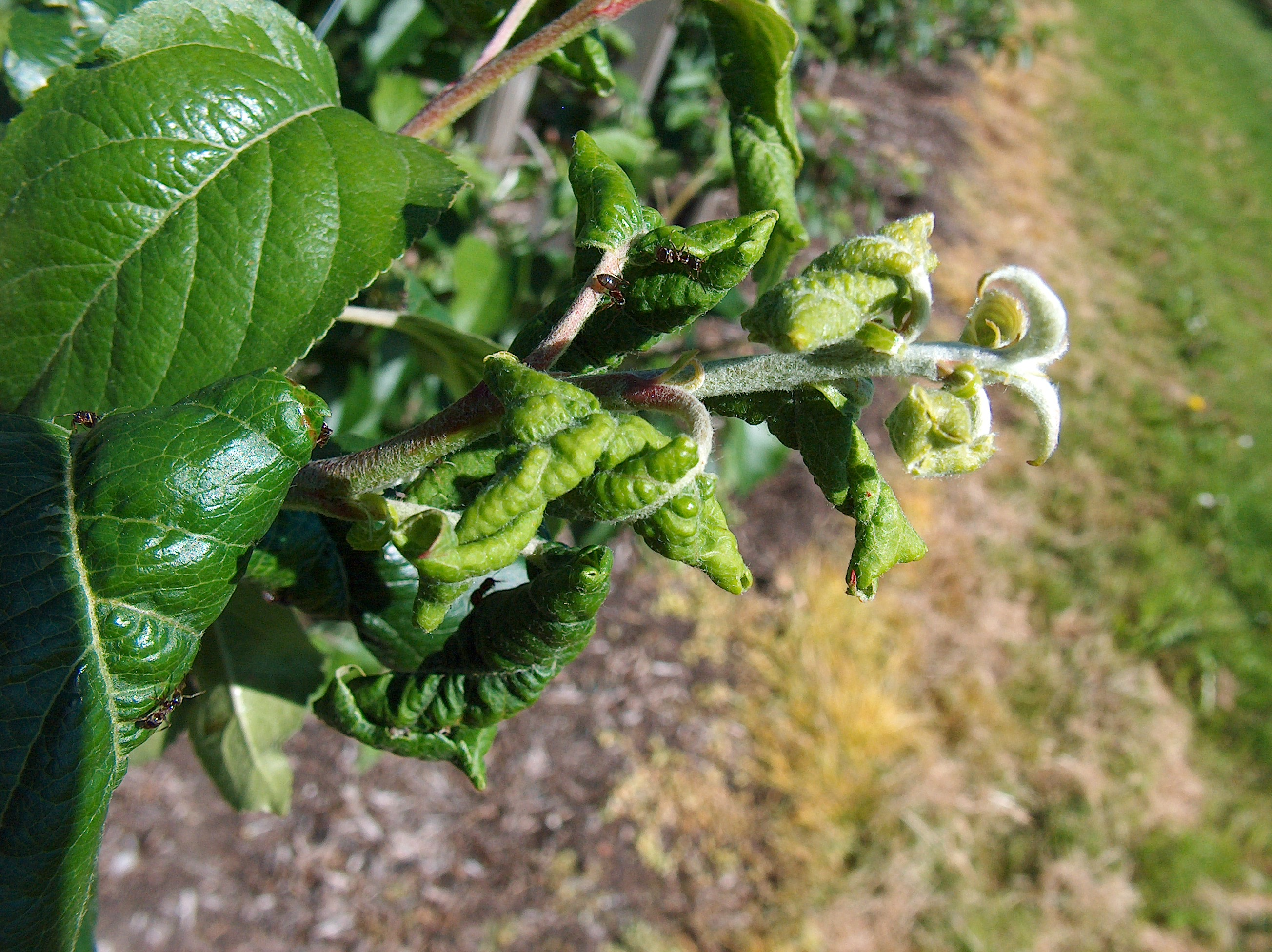
Symptome des Befalls an den Triebspitzen eines Apfelbaums

.